# باربرا هارمر
باربرا هارمر (بالإنجليزية: Barbara Harmer)‏ (من مواليد 14 سبتمبر 1953 - تُوفيت في 20 فبراير2011 ) وهي أول طيارة مؤهلة من الإناث في كونكورد.
وُلدت في لوغتون، إسيكس، وهي الأصغر بين أربع بنات، وترعرعت في بوغنور ريجيس، وهي بلدة في منتجع شاطئي في أبرشية في مقاطعة آرون في غرب ساسكس، إنجلترا، حيث حضرت في مدرسة كاثوليكية. تركت المدرسة في سن 15 عامًا لعملها في تصفيف الشعر.
كانت تجربة هارمر الأولى في الطيران بعد خمس سنوات من عملها في تصفيف الشعر لتصبح مراقبة للحركة الجوية في مطار غاتويك. في لندن. عندما تولت وظيفة مراقب المرور الجوي، قررت هارمر أن تدرس في المستوى الأول من الطيران. حصلت على مستويات في الجغرافيا، والقانون الإنجليزي، والقانون الدستوري، والسياسة. كما بدأت دروسًا في الطيران، وحصلت على رخصة الطيران الخاصة بها (PPL) وأصبحت معلمة في مدرسة للطيران. درست هارمر لمدة عامين للحصول على الرخصة التجريبية التجارية (CPL) ، وحصلت عليها في مايو 1982. ثم قدمت أكثر من 100 طلب للحصول على وظيفة كطيارة في شركة جينير، وهي شركة طيران صغيرة في مطار همبرسايد.
في مارس 1984 ، انضمت هارمر إلى بريتش كالدونيان وطارت ب باك 1 لمدة ثلاث سنوات. ثم بدأت تطير لمسافات طويلة بماكدونل دوغلاس دي سي-10. وفي عام 1987 ، اندمجت شركة بريتش كالدونيان مع شركة الخطوط الجوية البريطانية، التي تعمل في الكونكورد في المملكة المتحدة. في ذلك الوقت، استخدمت الخطوط الجوية البريطانية أكثر من 3000 طيار، ولكن كان منهم 60 فقط من النساء ولم تقم أي امرأة على الإطلاق بتجربة طائرة الكونكورد. تم اختيار هارمر لبرنامج تحويل مكثف لمدة ستة أشهر فيكونكورد في عام 1992.
في 25 مارس 1993 أصبحت هارمر أول طيارة في كونكورد من الإناث المؤهلات، وفي وقت لاحق من ذلك العام، قامت أول رحلة لها في الكونكورد كضابطة لمطار جون إف كينيدي الدولي في مدينة نيويورك (JFK). كانت جاكلين أوريول أول امرأة تطير في كونكورد كطيارة اختبار.
أمضت هارمر 10 سنوات كطيارة في رحلات منتظمة في كونكورد. وفي عام 2001 ، أصبحت بياتريس فيالي، الطيار في الخطوط الجوية الفرنسية، ثانى امرأة في كونكورد على الطرق العادية من خلال القيام بـ 35 رحلة بين باريس ونيويورك. بعد عمل هارمر في كونكورد تحولت إلى طائرة بوينغ 777 في عام 2009.
كانت هارمر تعمل في مجال اليخت التجاري وغالباً ما كانت تشارك في الأحداث الدولية التي تقود أعضاء طاقم كونكورد وفازت بالعديد من السباقات. كما أنها أنشأت حديقة على طراز البحر الأبيض المتوسط في منزلها في فليفام، غرب ساسكس المطلة على القناة الإنجليزية. صممت هارمر للمشاركة في حدث عبر الأطلسي في عام 2013 في يختها ارشامبولت 35 لكنها استسلمت للسرطان. توفيت في تكية القديس ويلفريد، تشيتشستر، وكانت تبلغ من العمر 57 عامًا.

## وصلات خارجية
- Forum with another picture of Captain Harmer